# Двоє далеких незнайомців
Двоє далеких незнайомців — американський короткометражний фільм 2020 року. Автор сценарію — Тревон Фрі; режисери Фрі та Мартін Десмонд Роу. Фільм отримав нагороду за найкращий короткометражний фільм на 93-й церемонії нагородження «Оскар», ставши першою перемогою дистриб'ютора Netflix у цій категорії.

## Про фільм
Картер Джеймс — афроамериканець, який заробляє на життя написанням карикатур. Він часто відвідує вечірки, на яких вживає досить багато алкоголю.
Але вперше в своєму житті він прокидається вранці в ліжку незнайомої дівчини. Картер поспішає покинути це місце, але красуня прокинулася і почала висловлювати своє невдоволення такою поведінкою. Картер не вигадав нічого кращого, ніж виправдатися — тим, що вдома на нього чекає пес. Обмінявшись телефонами і домовившись про ще одну зустріч, він залишає розкішну квартиру Перрі.
На вулиці він закурює цигарку, чим привертає увагу «білого» копа. Правоохоронець звинувачує Джеймса у вживанні марихуани й надягає на нього наручники. У цей момент Картер втрачає свідомість, а незабаром, прийшовши до тями, виявляє, що знаходиться в ліжку Перрі.
Джеймс опиняється в полоні часової петлі, вибратися з якої буде дуже непросто.

## Знімались
| Актор         | Роль                  |
| ------------- | --------------------- |
| Джої Бадасс   | Картер                |
| Ендрю Говард  | Мерк                  |
| Тревор Морган | Вуличний поліцейський |